# Si ricomincia/Doccia fredda
Si ricomincia/Doccia fredda è un singolo della cantante Gilda Giuliani pubblicato nel 1974 dalla casa discografica Ariston.

## Descrizione
La cantante con il brano Si ricomincia ha partecipato alla trasmissione televisiva di Canzonissima 1974 non arrivando in finale.

## Tracce
Lato A
- Si ricomincia (Di Giorgio Calabrese, Guy Mattéoni e Michel Jourdan, orchestra di Massimo Salerno)

Lato B
- Doccia fredda (Di Salvatore Stellita, orchestra di Piero Cassano)